# Lachnum pygmaeum
Espèce
Synonymes
- Dasyscyphus pygmaeus (Fr.) Sacc.[1]
- Helotium hedwigii (W. Phillips) Massee[1]
- Helotium luteolum Curr.[1]
- Helotium pygmaeum (Fr.) P. Karst.[1]
- Hymenoscyphus hedwigii W. Phillips[1]
- Lachnella luteola (Curr.) W. Phillips[1]
- Lachnella pygmaeum W. Phillips[1]
- Lachnum hedwigii (W. Phillips) Bres.[1]
- Peziza pygmaea Fr.[1]
- Phialea hedwigii (W. Phillips) Sacc.[1]

Lachnum pygmaeum est une espèce de champignons de la famille des Hyaloscyphaceae selon MycoBank (27 mai 2025) et BioLib (27 mai 2025) ou de la famille des Lachnaceae selon Catalogue of Life (27 mai 2025).

## Systématique
Le nom correct complet (avec auteur) de ce taxon est Lachnum pygmaeum (Fr.) Bres., 1903.
L'espèce a été initialement classée dans le genre Peziza sous le basionyme Peziza pygmaea Fr., 1822.
Lachnum pygmaeum a pour synonymes :
- Atractobolus pygmaeus (Fr.) Kuntze, 1898
- Ciboria pygmaea (Fr.) Rehm, 1893
- Dasyscypha ulicis (De Guern.) Sacc. (1889), 1889
- Dasyscyphus pygmaeus (Fr.) Sacc., 1889
- Erinella pygmaea (Fr.) Quél., 1886
- Helotium pygmaeum var. pygmaeum (Fr.) P. Karst., 1871
- Helotium pygmaeum (Fr.) P. Karst., 1871
- Peziza pygmaea Fr., 1822
- Peziza ulicis De Guern., 1867

## Publication originale
- Giacomo Bresadola, « Fungi Polonici a cl. Viro B. Eichler lecti », Annales Mycologici, vol. 1, no 1,‎ 1903, p. 65-96